# Opsiphanes dubia
Opsiphanes dubia är en fjärilsart som beskrevs av Johannes Karl Max Röber 1906. Opsiphanes dubia ingår i släktet Opsiphanes och familjen praktfjärilar. Inga underarter finns listade i Catalogue of Life.